# What Are Little Boys Made Of?

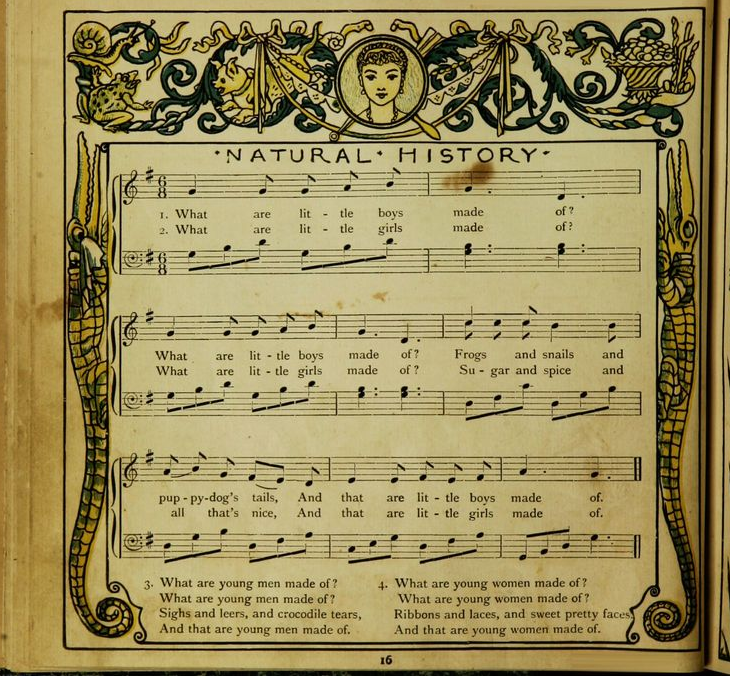
Testo e spartito

What Are Little Boys Made Of? è una filastrocca anglosassone del XIX secolo.  È elencata nel Roud Folk Song Index col numero 821.

## Testo
What are little boys made of?

  Frogs and snails

  :And puppy-dogs' tails,

That's what little boys are made of.
What are little girls made of?

What are little girls made of?

  Sugar and spice

  And all that's nice,

That's what little girls are made of.»
Di cosa sono fatti i ragazzi?

  Rane e lumache

  e code di cagnolino!

Questo è quello di cui sono fatti i ragazzi.
Di cosa sono fatte le ragazze?

Di cosa sono fatte le ragazze?

  Zucchero e spezie,

  e tutto ciò che è bello!

Questo è quello di cui sono fatte le ragazze.»
()
Dato il suo ruolo nella cultura popolare, esistono molte varianti del testo. "snakes" (serpenti), o "snips", oppure "frogs" (rane).

## Origini
Nella prima versione della filastrocca, l'ingrediente per i ragazzi era "snips" o "snigs",
Spesso la filastrocca è riportata come parte di un componimento chiamato What Folks Are Made Of o What All the World Is Made Of. Altre strofe descrivono di cosa sono fatti i giovani, i vecchi, gli adolescenti, ecc. Secondo Iona and Peter Opie, questo testo è opera del poeta inglese Robert Southey (1774–1843), che aggiunse le altre strofe alle prime due (di origine popolare). Benché ciò non sia menzionato altrove, generalmente si ritiene veritiera questa interpretazione.
La sezione rilevante nell'opera attribuita a Southey era:
What are little boys made of

Snips & snails & puppy dogs tails

And such are little boys made of.
What are young women made of, 

Sugar & spice & all things nice»
Schiocchi di dita e lumache,

e code di cuccioli di cane!
Di cosa sono fatte le donne?

Zucchero e piccante, e tutto ciò è bello!»
()